# Дюрбан (Жер)
Дюрба́н (фр. Durban) — коммуна во Франции, находится в регионе Юг — Пиренеи. Департамент — Жер. Входит в состав кантона Ош-Сюд-Уэст. Округ коммуны — Ош.
Код INSEE коммуны — 32118.

## География

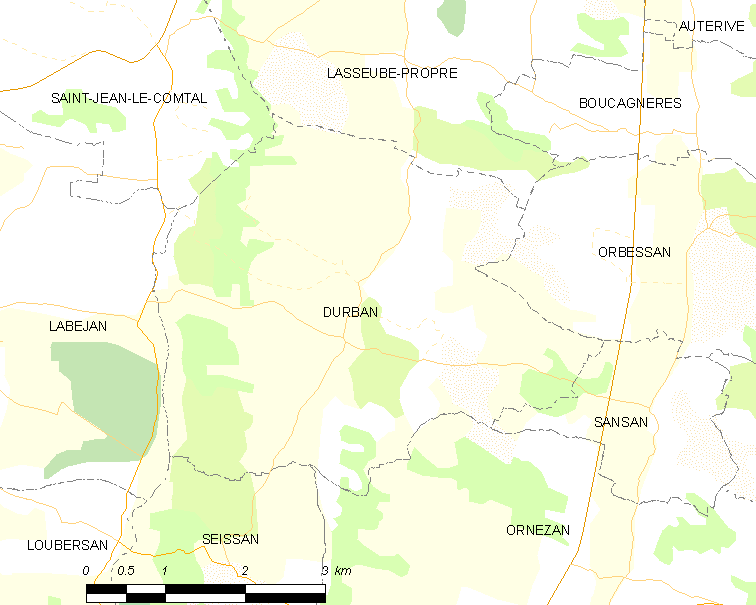
Карта коммуны

Коммуна расположена приблизительно в 610 км к югу от Парижа, в 70 км западнее Тулузы, в 12 км к югу от Оша.
По территории коммуны протекает река Седон.

## Климат
Климат умеренно-океанический. Лето жаркое и немного дождливое, температура часто превышает 35 °С. Зимой часто бывает отрицательная температура и ночные заморозки. Годовое количество осадков — 700—900 мм.

## Население
Население коммуны на 2010 год составляло 144 человека.
| 1962 | 1968 | 1975 | 1982 | 1990 | 1999 | 2010 |
| ---- | ---- | ---- | ---- | ---- | ---- | ---- |
| 187  | 174  | 156  | 167  | 173  | 162  | 144  |

## Администрация
| Период | Период | Фамилия        | Партия | Примечания |
| ------ | ------ | -------------- | ------ | ---------- |
| 2001   | 2020   | Ален Риболледа |        |            |

## Экономика
В 2010 году среди 95 человек трудоспособного возраста (15-64 лет) 69 были экономически активными, 26 — неактивными (показатель активности — 72,6 %, в 1999 году было 63,5 %). Из 69 активных жителей работали 65 человек (39 мужчин и 26 женщин), безработных было 4 (0 мужчин и 4 женщины). Среди 26 неактивных 7 человек были учениками или студентами, 13 — пенсионерами, 6 были неактивными по другим причинам.

## Фотогалерея

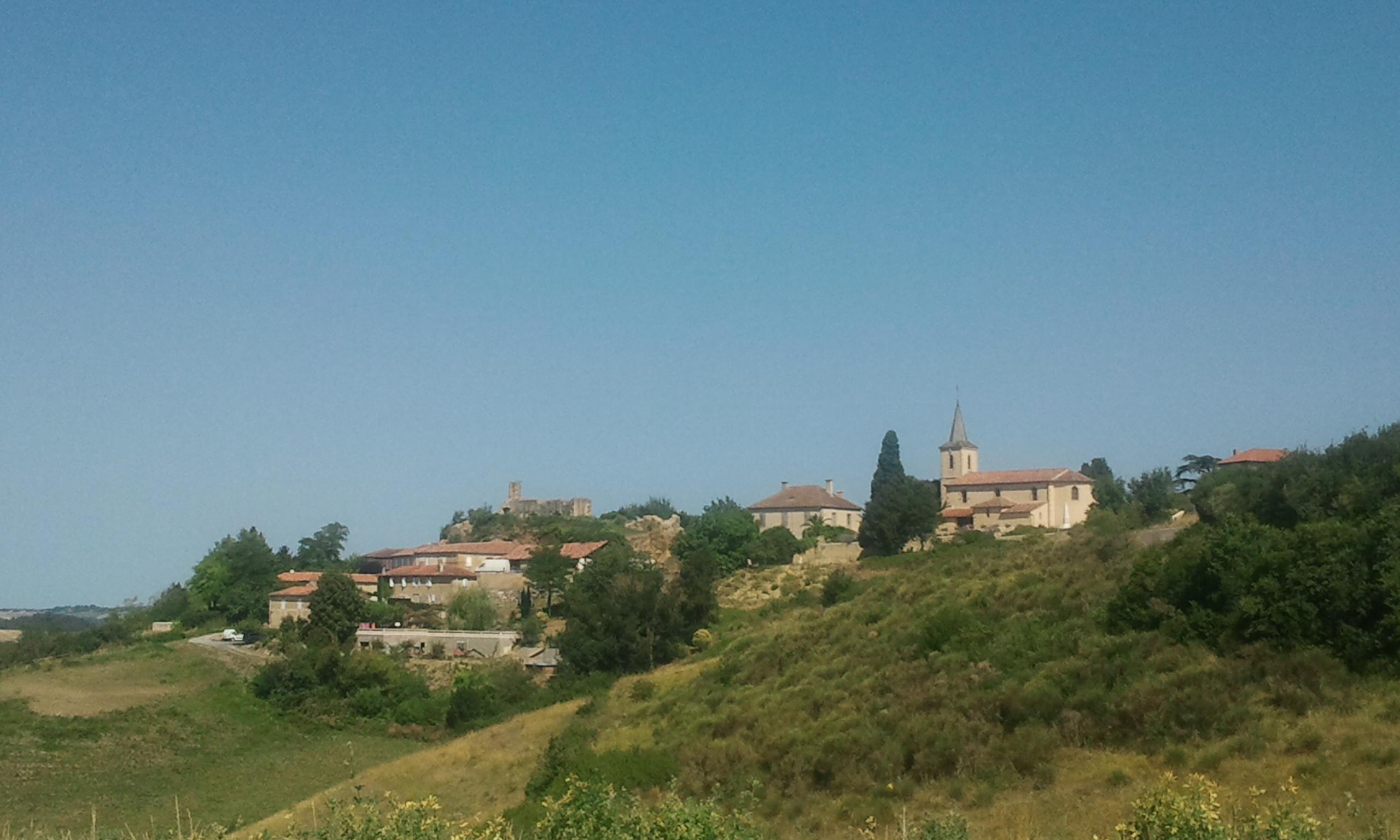
Дюрбан
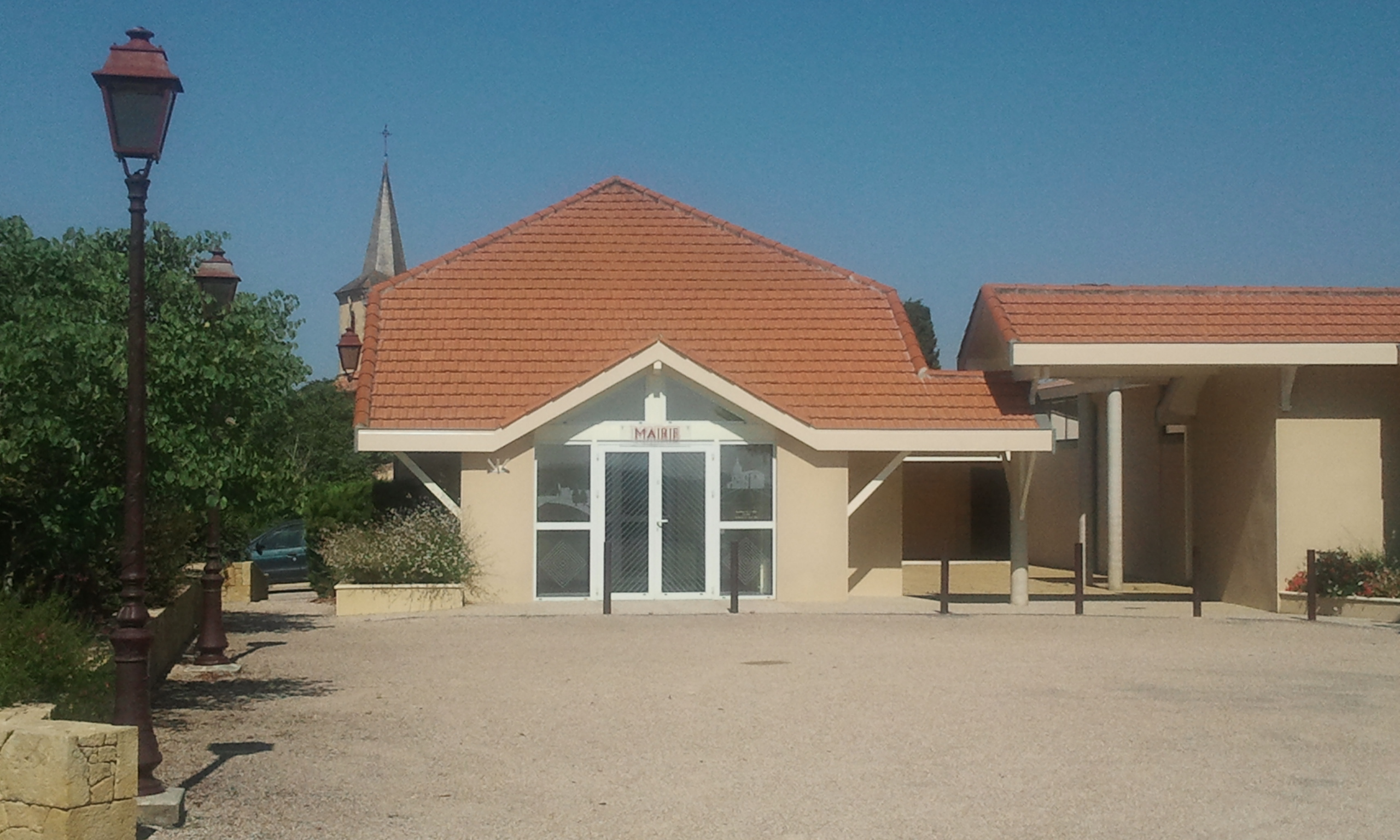
Мэрия
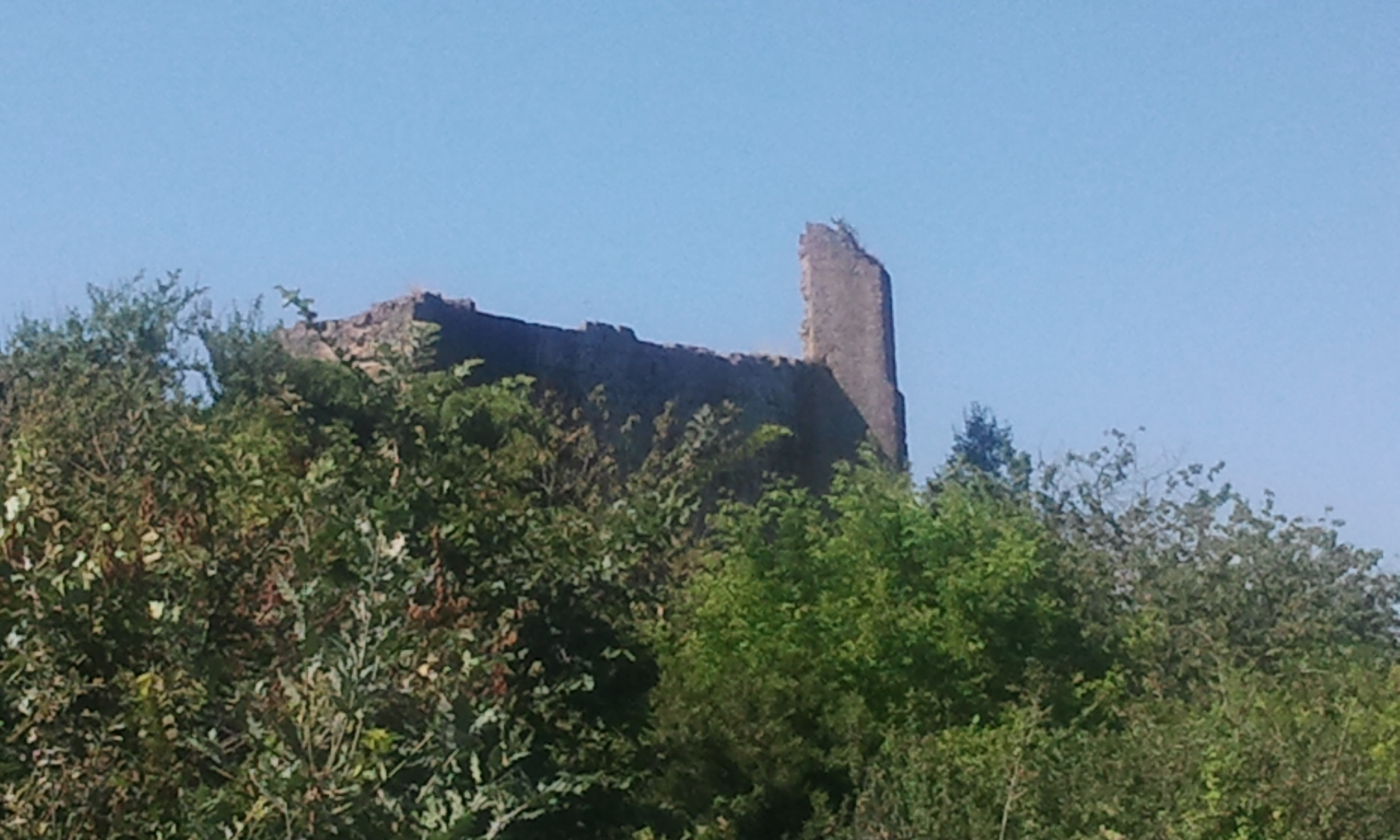
Руины замка
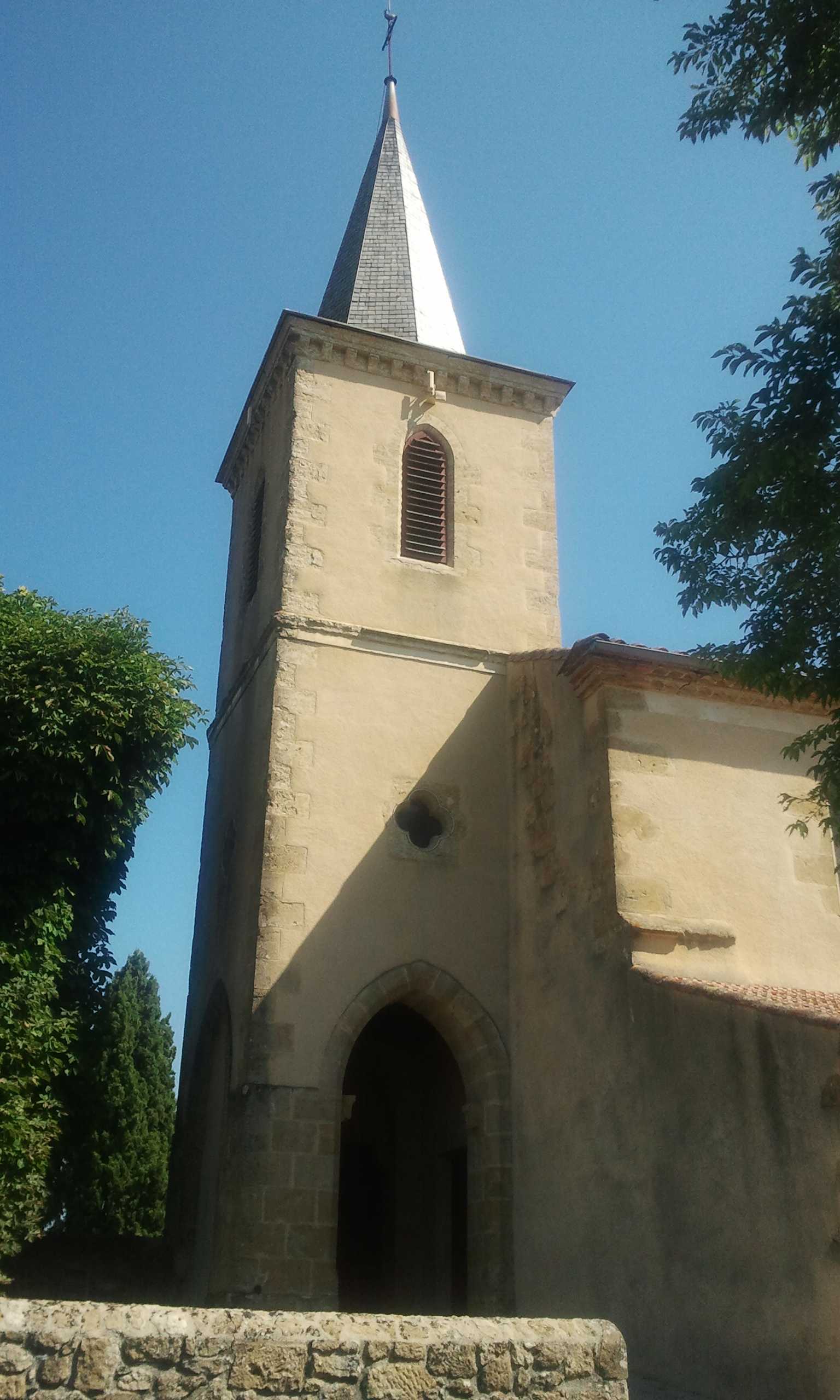
Церковь
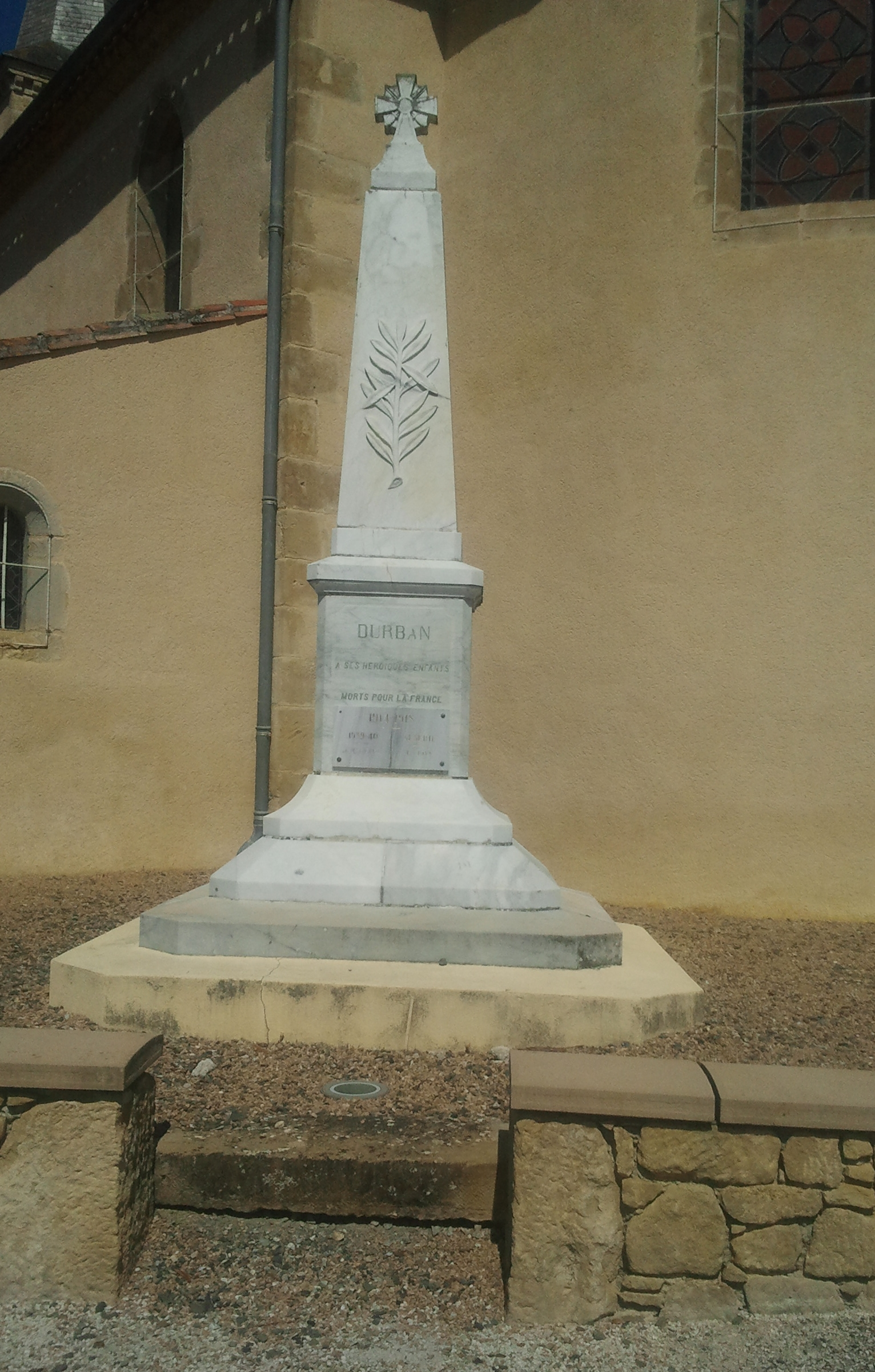
Военный мемориал